# Mã Tiến Trung
Mã Tiến Trung (giản thể: 马进忠; phồn thể: 馬進忠; bính âm: Mǎ Jìnzhōng, ? – 1659) tự Quỳ Vũ, xước hiệu là Hỗn thập vạn, người Duyên An, Thiểm Tây, thủ lĩnh nghĩa quân cuối đời Minh, về sau quy thuận chính quyền Nam Minh, tham gia kháng Thanh cho đến khi mất.

## Quá trình hoạt động
Ban đầu ông chuyển từ Thiểm Tây đến hoạt động ở giao giới Hà Nam, Hồ Nam.
Năm Sùng Trinh thứ 11 (1638), Tiến Trung ở Thiểm Châu thua trận, chạy đến Tín Dương, Quang Sơn. Sau đó đầu hàng Tả Lương Ngọc, trở thành bộ tướng của ông ta, nhiều lần lập chiến công.
Năm Hoằng Quang đầu tiên (1645), Lương Ngọc mất, con trai ông ta là Tả Mộng Canh hàng Thanh, Tiến Trung không theo, bèn quy thuận Nam Minh, ở một dải Hồ Nam kháng Thanh. Về sau ông liên kết với tàn dư nghĩa quân Đại Tây, theo Lý Định Quốc thu phục các nơi Quế Lâm, Trường Sa, Nhạc Châu, rồi chống lại cuộc nổi loạn của Tôn Khả Vọng.
Năm Vĩnh Lịch thứ 12 (1658) được phong Hán Dương vương, trú phòng Quý Dương. Quân Thanh vào Quý Châu, Tiến Trung lui về Vân Nam, ít lâu sau bệnh mất.